# Jackie Rea
Jack "Jackie" Rea, född 6 april 1921 i Dungannon, County Tyrone, död 21 oktober 2013 i Cheadle Hulme, Greater Manchester, var en nordirländsk professionell snookerspelare.
Rea var dominant inom sporten på Irland under en lång tid, och vann samtliga irländska professionella mästerskap utom ett mellan åren 1947 och 1972 (mästerskapen avgjordes i form av utmanarmatcher). 1952 förlorade han titeln till Jack Bates, men återtog den direkt senare samma år. 1972 blev Rea av med mästartiteln för gott, då han förlorade den till Alex Higgins, som kom att dominera de kommande åren tillsammans med Dennis Taylor.
Ur ett internationellt perspektiv var Reas största framgång segern i 1955 års News of the World Tournament, där han slog Joe Davis i finalen. Turneringen var en av de största under 1950-talet och spelades som en handikapptävling, där de bästa spelarna fick börja varje frame i poängunderläge. Rea gick även till final i 1957 års World Matchplay, där han föll mot John Pulman. VM i snooker hade vid denna tiden inte hållits sedan 1952.
När VM återfick sitt format som utslagsturnering, deltog Rea 1969, 1970, 1972 och 1973, men lyckades aldrig vinna någon match. Han deltog även i de första Pot Black-turneringarna, som spelades från och med 1969, och blev ett uppskattat inslag tack vare sina skämt med publiken under spelet.

## Titlar
- Irish Professional Championship - 1947-1951, 1952-1971
- News of the World Tournament - 1955